# Томилов, Николай Аркадьевич
Николай Аркадьевич Томилов (род. 14 сентября 1941, Енисейск, Красноярский край) — советский и российский этнограф, доктор исторических наук, профессор. Заслуженный работник высшей школы Российской Федерации.

## Биография
С 1963 по 1964 год, будучи студентом, работал старшим лаборантом кафедры археологии и этнографии Томского государственного университета.
В 1967 году Николай Аркадьевич окончил историко-филологический факультет Томского государственного университета. После его окончания работал преподавателем истории на немецком языке в средней школе № 6 Томска.
С 1968 по 1974 год работал в должностях младшего, а затем старшего научного сотрудника Проблемной лаборатории истории, археологии и этнографии Томского университета (ПЛИАЭ ТГУ).
С 1974 по 1985 год Николай Аркадьевич был доцентом Омского государственного университета (ОмГУ). В 1985 году ему присваивают звание профессора. С 1985 по 2020 год являлся заведующим кафедрой этнографии университета; в 1989—1991 годах — проректор ОмГУ.
С 1991 по 2006 год он занимал должность директора Омского филиала объединённого института истории, филологии и философии СО РАН.
С 1993 по 2014 год Николай Аркадьевич работал директором Сибирского филиала Российского института культурологии Министерства культуры Российской Федерации.
С 2006 по 2018 год он являлся директором Омского филиала Института археологии и этнографии СО РАН.
В 2006 году награждён Благодарностью Министра культуры и массовых коммуникаций Российской Федерации за теоретический и организационный вклад в развитие российской науки о культуре, большую работу в деле сохранения и популяризации культурного наследия народов России и в связи с 65-летием со дня рождения.
Николай Аркадьевич является председателем Совета Омского филиала Российского фонда культуры, сопредседателем Общественного движения «Сибирский народный собор», возглавляет Сибирский филиал Научного совета исторических и краеведческих музеев России Министерства культуры Российской Федерации, является членом Консультативного совета по межнациональным и межконфессиональным отношениям при Губернаторе Омской области, членом Попечительского совета Омского кадетского корпуса, руководителем Этнографической комиссии Омского отделения Русского географического общества. Действительный член Академии гуманитарных наук (Россия), член-корреспондент РАЕН (1998) и Российской академии социальных наук.

## Научная деятельность
В 1974 году Николай Аркадьевич защитил кандидатскую диссертацию по теме «Современные этнические, культурные и бытовые процессы среди сибирских татар».
В 1980-е годы он углубленно изучает этническую историю сибирских татар, тюрко-язычного населения Западной Сибири, включая казахов, каракалпаков, сибирских бухарцев и поволжских татар.
В 1983 году он защитил докторскую диссертацию на тему: «Этническая история тюрко-язычного населения Западно-Сибирской равнины в конце XVI — начале XX в.».
В 1985 году открывает кафедру этнографии.
В 1990-е годы Николай Аркадьевич разрабатывает методологические принципы новой научной дисциплины, получившей название «этноархеология».
В 1991 году создает Омский филиал Объединённого института истории, филологии и философии Сибирского отделения РАН (c 2006 г. — Омский филиал Института археологии и этнографии СО РАН).
В 1993 году Николай Аркадьевич создает Сибирский филиал Российского института культурологии.
Был участником, а затем руководителем историко-этнографических экспедиций к народам Западной Сибири и Поволжья.
Под руководством Николая Аркадьевича было защищено 37 кандидатских и 4 докторских диссертации.
Им опубликовано 1250 работ, в том числе 15 авторских и 40 коллективных монографий и учебных пособий.
Он провел более 80 научных форумов различного уровня (от международного до регионального).

## Основные публикации
- Современные этнические процессы у татар городов Западной Сибири // Советская этнография. 1972. № 6. С. 87—97.
- Современные этнические процессы среди сибирских татар. — Томск: Издание Томск. ун-та, 1978.
- Этнография тюрко-язычного населения Томского Приобья (хозяйство и материальная культура). — Томск: Изд-во Томск. ун-та, 1980.
- Тюрко-язычное население Западно-Сибирской равнины в конце XVI — первой четверти XIX вв. Томск: Изд-во Томск. ун-та, 1981.
- Очерки этнографии тюркского населения Томского Приобья (этническая история, быт и духовная культура). Томск: Изд-во Томск. ун-та, 1983.
- Проблемы реконструкции этнической истории населения юга Западной Сибири. Омск: Издание Омск. ун-та, 1987.
- Этническая история тюрко-язычного населения Западно-Сибирской равнины в конце XVI — начале XX в. Новосибирск: Изд-во Новосибирск. ун-та, 1992.
- Проблемы этнической истории: (По материалам Западной Сибири). Томск: Изд-во Томск. ун-та, 1993.
- Татары Западной Сибири: история и культура. Культура народов России; Т. 2 Новосибирск: Наука, 1996 (в соавт. с Ф. Т. Валеевым).
- Томские татары и чулымские тюрки в первой четверти XVIII века: хозяйство и культура (по материалам Первой подушной переписи населения России 1720 года). Культура народов России; Т. 3. Новосибирск: Наука, 1999 (в соавт. с В. Г. Малиновским).
- Этноархеология как научное направление // Этнографическое обозрение. 1999. № 6. С. 75—84.
- Ethnic Processes within the Turkic Population of the West Siberian Plain (Sixteenth-Twentieth Centuries) // Islam in Siberia. Paris, 2000. P. 221—232.
- Сибирские татары // «Сибирская старина». — Томск, 2001. — № 18. — С. 2—7.
- Русские Нижнего Притомья (конец XIX — первая четверть XX). — Омск, 2001.
- Народная культура городского населения Сибири: очерки историографии и теории историко-этнографических исследований / Отв.ред. В. П. Корзун. — Омск: Издательск.дом «Наука», 2010. — 164 с.
- Этнокультурные процессы у татар Западной Сибири в XVIII—XIX веках / Отв.ред. В. И. Молодин. — Омск: Издат. дом «Наука», 2011. — 224 с[6].